# 夸希尼基爾區
10°02′07″N 85°44′34″W / 10.03528°N 85.74278°W
夸希尼基爾區（西班牙語：Cuajiniquil District），是哥斯達黎加的行政區，位於該國西北部瓜納卡斯特省，由聖克魯斯縣負責管轄，面積233平方公里，海拔高度24米，2013年人口2,111人，人口密度每平方公里9人。